# Cueva de los Portales
La Cueva de los Portales es una cavidad ubicada en Caiguanabo San Andrés, en el municipio de La Palma. Es una atracción turística por sus características naturales e historia declarado monumento nacional de Cuba el 25 de julio de 1987.
La gruta fue descubierta alrededor de 1800 por un explorador español que identifica con su apellido y, a partir de entonces fue visitada por personalidades que, en busca de parajes de la serranía, llegaban al sitio. En el año 1947, el hacendado José Manuel Cortina, quien compró estas tierras, la comienza a acondicionar como sitio de visitas y descanso. Así se edifica todo un complejo mundo de balcones, pasillos y escaleras con gran influencia asiática que llevan al visitante hasta otras dos cuevas, la de los espejos y la catedral.

## Historia
La única extensión que tiene en estos momentos el Museo General de La Palma es un sitio cuya historia se remonta a los tiempos más remotos. La presencia de los aborígenes allí, fue corroborada a partir de los hallazgos realizados por el arqueólogo pinareño Enrique Alonso, en la llamada Cuevita de los Portales», a solo unos 50 metros de la caverna principal. En su obra «Mil Cumbres, Alonso afirma que, «según» un individuo desconocido extrajo de aquel lugar varios sacos de huesos humanos. En esa ocasión, el arqueólogo logró colectar algunos fragmentos de costillas y otros restos óseos humanos, en muy mal estado de conservación.
En la Sierra de La Güira ubicada en las cercanías, han sido encontradas abundantes y valiosas evidencias arqueológicas, que ponen de manifiesto la ocurrencia en la zona del fenómeno conocido como cimarronaje o cimarronería. Dos de los sitios cimarrones más importantes ubicados por los especialistas del Museo de La Palma, están precisamente en este macizo montañoso: la Cueva de Raymundo y la Cueva de Guillermo.
En 1839, la espelunca es visitada por el notable escritor Cirilo Villaverde, quien deja testimonio del viaje en su obra Excursión a Vueltabajo. La impresión que en él causara el lugar, queda clara en este fragmento.
Otro reconocido hombre de letras, el norteamericano Samuel Hazard, visita la cueva en el año 1866. Constancia de su presencia allí, fue hallado en su libro Cuba a pluma y lápiz. Ya en el siglo XX, probablemente en el segundo decenio, el escritor colombiano José María Vargas Vila, amigo de José Martí, estuvo también en el lugar, acompañado de José Manuel Cortina, senador de la República y dueño de la hacienda a la que este pertenecía a la sazón.
En los primeros años de la década del 40, se iniciaron los trabajos de acondicionamiento en la Cueva de los Portales y en la vecina Cueva de los Espejos, con el propósito de convertirlas, como después sucedió, en refugios idóneos para el disfrute y el esparcimiento de su dueño, de los familiares y de las amistades más allegadas. Ya para 1943 existía, incluso, un terraplén que iba desde allí hasta la casa de descanso de Cortina, en La Güira, lo que facilitó sobremanera el trasiego de personas, antes limitado por las malas condiciones de las vías de comunicación.

### Inicios de la Revolución
A inicios de la revolución, en 1959, el lugar es visitado por Fidel Castro Ruz, Celia Sánchez Manduley y Antonio Núñez Jiménez. A la sazón es que surge la idea de convertir a la cueva en un centro destinado al turismo, como un anexo del combinado de La Güira.
En 1960, Ernesto Che Guevara valora en el terreno las grandes posibilidades estratégicas de aquella zona, y en particular de la Cueva de los Portales, desde el punto de vista militar. Además, deja manifiesta su admiración por el encanto natural del entorno y por la humildad y sencillez de sus habitantes.

### La Crisis de Octubre
A partir de este singular hecho histórico, la Cueva de los Portales alcanza una dimensión universal. El Che, designado desde 1960 jefe militar de Pinar del Río para momentos de peligro «el primero de ellos ocurre justamente ese año, cuando el cambio de presidente en los Estados Unidos», se traslada hacia el lugar en octubre de 1962, y establece allí la comandancia del Cuerpo de Ejército de la provincia, teniendo como segundo al mando al comandante Francisco.
Durante esté período de 32 días que duró la denominada Crisis de Octubre, el Che Guevara organizó como si fuera un edificio de un estado mayor. Como huella de esta epopeya, aún se conserva en la cueva la caseta de mampostería. En ella dormía y pasaba el poco tiempo en que permanecía en la gruta. En realidad, por el día se dedicaba a recorrer distintas zonas de la provincia, ultimando detalles, impartiendo órdenes, previendo todo aquello que pudiera hacer falta llegado el momento de combatir.